# レゾリュート湾空港
レゾリュート湾空港 (IATA: YRB, ICAO: CYRB) は、カナダのヌナブト準州のレゾリュートにあり、ヌナブト準州政府によって運営されている。
定期旅客航空サービスを行っているカナダ最北の空港（カナダで航空会社が運航する最北端の空港はグリースフィヨルド空港、カナダ最北、かつ世界最北端の空港はアラート空港）である。
カナダ北極圏の主要な交通ハブとして機能してきた。当空港は、現在では アラート気象ステーション、ユーレカ、モールドベイなどの北極圏の他の空港へ向かう航空機にとって重要な給油所となっている。ヌナブト準州の一部の空港とは異なり、リゾリュートにはILS精密着陸システムが装備されており、大型の民間航空機の運航が可能である。 
カナダ空軍は空港の大規模な拡張を検討している。この計画には当空港を北極圏の作戦の重要な拠点とするためであり、3,000 m (9,843 ft)の滑走路、格納庫、燃料設備などの整備が含まれている。
カナダ空軍第1航空師団北極圏管理局は2011年12月、当空港を捜索救助活動のための兵站基地とすると発表している。

## 就航路線
| 航空会社                                          | 就航地                                                             |
| ------------------------------------------------- | ------------------------------------------------------------------ |
| カナディアンノース航空                            | アークティックベイ, グリスフィヨルド, イカルイト, ポンドインレット |
| ケン・ボーレック・エア ウナアリック航空による運航 | グリスフィヨルド                                                   |

歴史的に、カルガリー、エドモントン、モントリオール、オタワ、ウィニペグ、イエローナイフなどの国内都市からの直通便が複数の航空会社（カナディアン航空、ノルドエア、パシフィックウエスタン航空、トランスエア）によって運行されていた。過去の定期便にはジェット旅客機としてボーイング727とボーイング737が使用されていた。また、ファーストエアーはボーイング727-200 、ボーイング727-100 、ボーイング737-200を運用していた。
ノルドエアは1964年にダグラスDC-4プロペラ航空機でResoluteにサービスを提供し、モントリオール空港からフォートチモ（現在のクージュアク）、フロビッシャーベイ（現在のイカルイト）、ホールビーチ（現在のサニラジャック）の中間停留所を経由して週2便を運航していた。  1968年、ノルドエアはロッキードL-1049スーパーコンステレーションプロプリナーでモントリオールからの直行便を週2回運航し、モントリオールへの南行きのコンステレーション復路便はフロビッシャー湾で中間停車し、航空会社も週2回ダグラスDC-4を運航していた。現時点では、フロビッシャーベイとホールビーチに停車する途中でモントリオールに就航している。 パシフィックウエスタン航空は、1969年までにダグラスDC-6サービスを週に1回運航し、このフライトでエドモントン-イエローナイフ-ケンブリッジベイ-レゾリュートの路線を運航していた。  1970年までに、ノルドエアはボーイング737-200ジェットサービスをモントリオールドーバル空港に直接導入し、フロビッシャー湾の停留所を経由して週3便が運航されていた。 
1976年2月1日のオフィシャルエアラインガイド（OAG）によると、この時点で3つの航空会社が定期旅客ジェットサービスをレゾルートベイ空港に向けて飛行していた。フロビッシャー湾;パシフィックウエスタンエアラインズは、カルガリー国際空港-エドモントン国際空港-イエローナイフ空港-リゾルートベイ空港のルートでボーイング727-100便を週2回運航している。トランスエアは、ウィニペグからチャーチルの中間停留所を経由して、ボーイング737-200便を週に1回運航している。 
1994年9月15日、 OAGは、当時空港に定期ジェットサービスを運航している2つの航空会社をリストした。ファーストエアーは、週1回のイエローナイフからの直行便727便に加えて、オタワからの直行ボーイング727便を週1便運航している。 エドモントン国際空港からのカナディアンエアラインのフライトはイエローナイフとケンブリッジベイで中間停車し、モントリオールドーバル空港からのフライトはイカルイト空港とナニシビック空港で中間停車した。オタワからのファーストエアーサービスも、イカルイトとナニシビクで中間停車した。 OAGは、カナダとファーストエアーの両方が、空港へのフライトでそれぞれのボーイングジェットの砂利キットを装備したコンビ航空機バージョンを運用していたことを示している。これらの航空機は、乗客と貨物の混合構成で飛行することができ、ローカルフライトもリストされている。ケン・ボーレック・エアがデ・ハビランド・カナダDHC-6ツイン・オッター： STOLターボプロップ機で運航するグリスフィヨルド 、ナニシヴィック、ポンドインレットからレゾリュートへ。
2022年初頭の時点で、カナディアンノース航空はツインターボプロップATR-42航空機でのみResoluteにサービスを提供している。 Resoluteへの唯一のルートはIqaluitからで、ArcticBayに停車する。ボーイング737ジェット機は、モントリオール/オタワとイカルイトの間にあります。カナダ南部の都市からレゾリュートへの将来のジェットサービスは、滑走路の長さが3,935フィートしかないため、途中でアークティックベイに着陸することはできない。近くのナニシビク空港の6,400フィートの滑走路は、2011年1月13日に民間航空交通が通行止めになり、ナニシビクの近くに建設されている新しいナニシビク海軍施設から9.2マイルである。新しいカナダ海軍基地を設置する主な理由は、「ジェット対応」滑走路が以前から存在していたことである。この滑走路は、新しい海軍基地の一部になる。  

## 事故
- 1951年3月15日、カナダ空軍（RCAF）のダグラスC-54スカイマスターが接近中に墜落した。死亡者はいなかったが、航空機は償却された。 [14]
- 1968年6月12日、グレートノーザンエアウェイズが運航するフォッカーF27が空港への接近時に墜落した。死亡者はいなかったが、航空機は償却された。 [15]
- 2011年8月20日、イエローナイフから乗客11人・乗員4人を乗せたボーイング737-200チャーター便であるファーストエア6560便が、空港への接近時に墜落した。 [16]乗客乗員15人のうち乗客3人が墜落を生き延びたが、乗客8人と乗員4人は亡くなった。 [17]この地域の極端な磁気変動は、墜落につながる乗組員のエラーの要因として挙げられた。

## ギャラリー

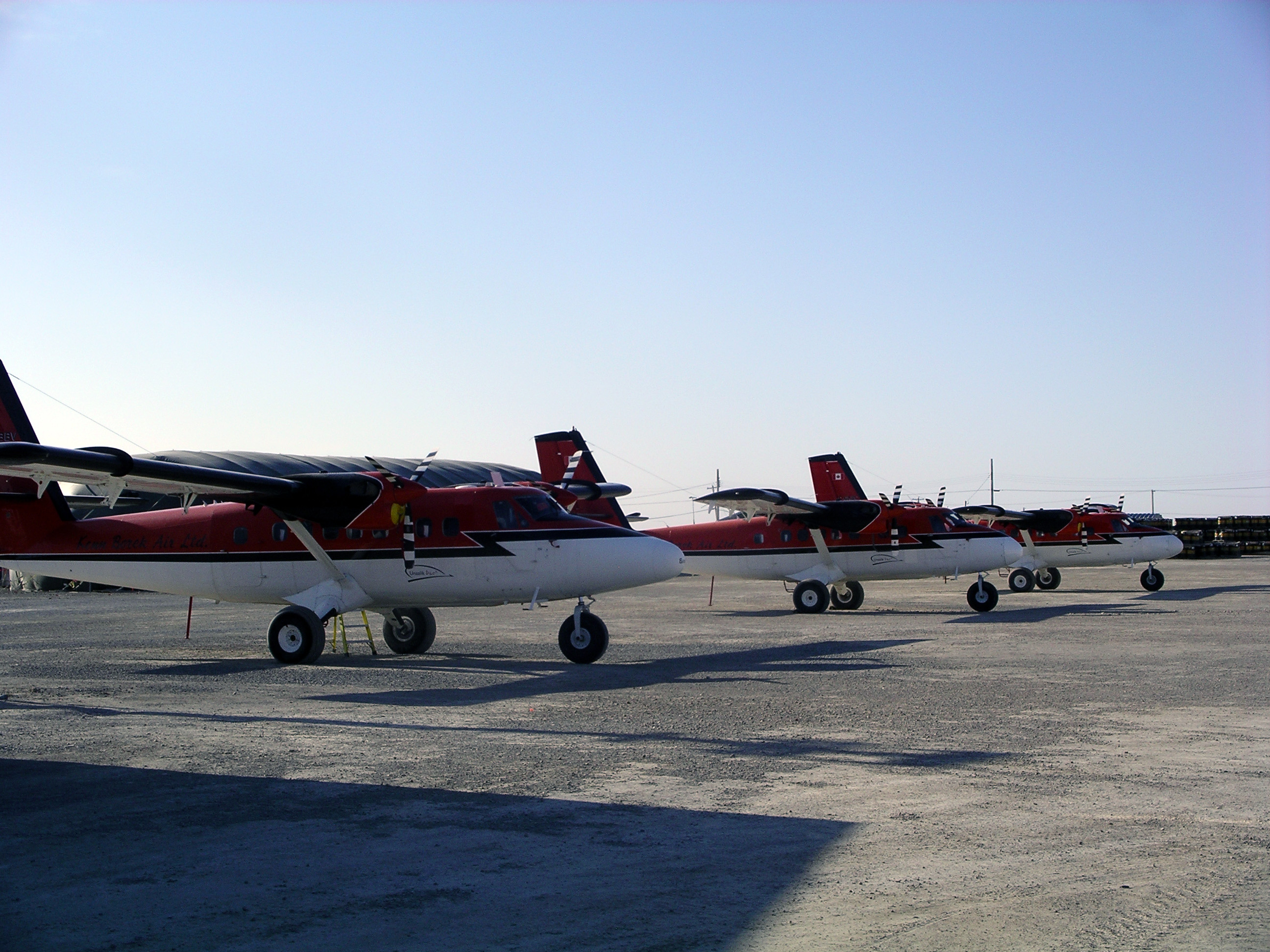
ボーレックエアの機体
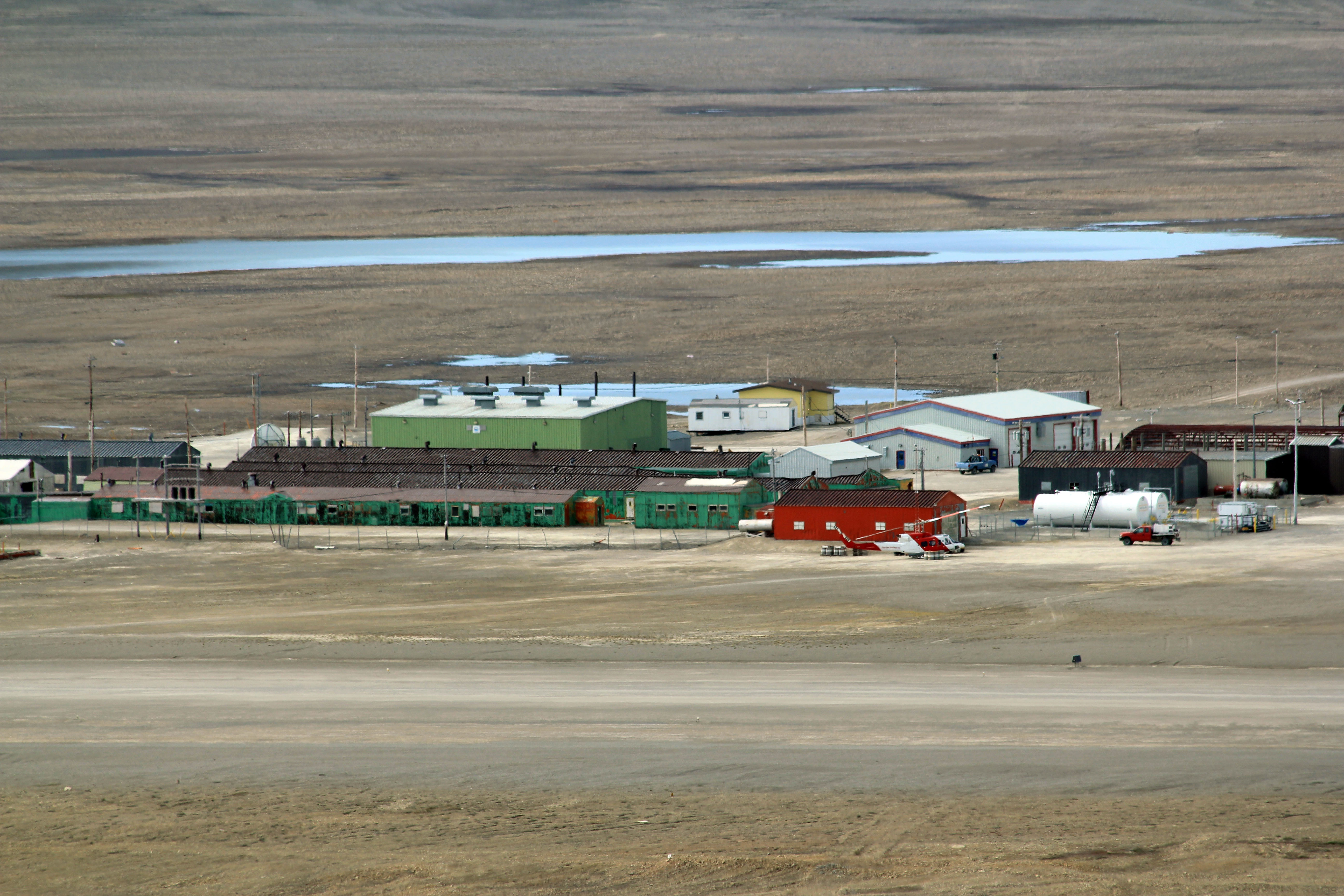
リゾルートベイ空港
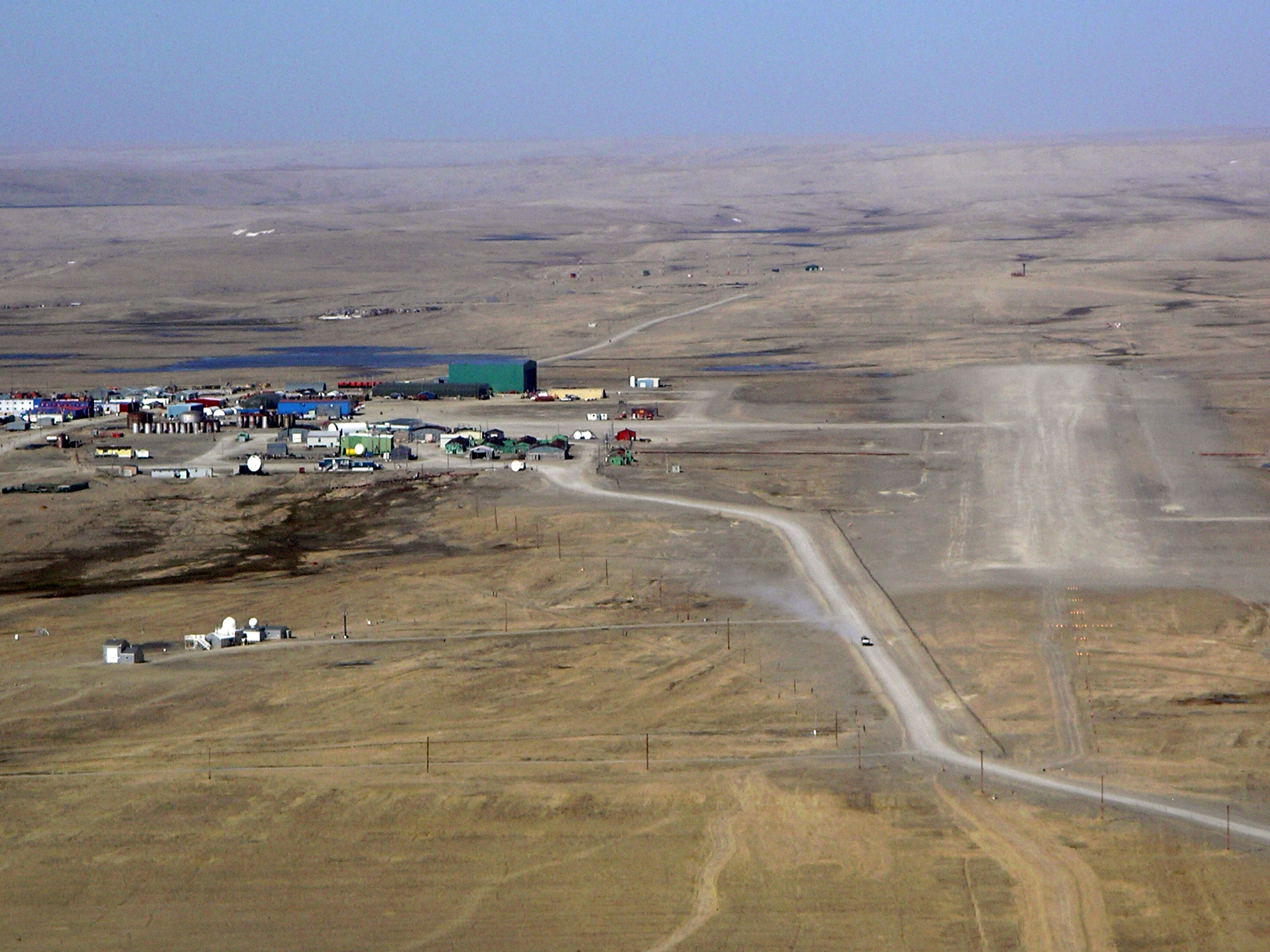
ランウェイ35トゥルー
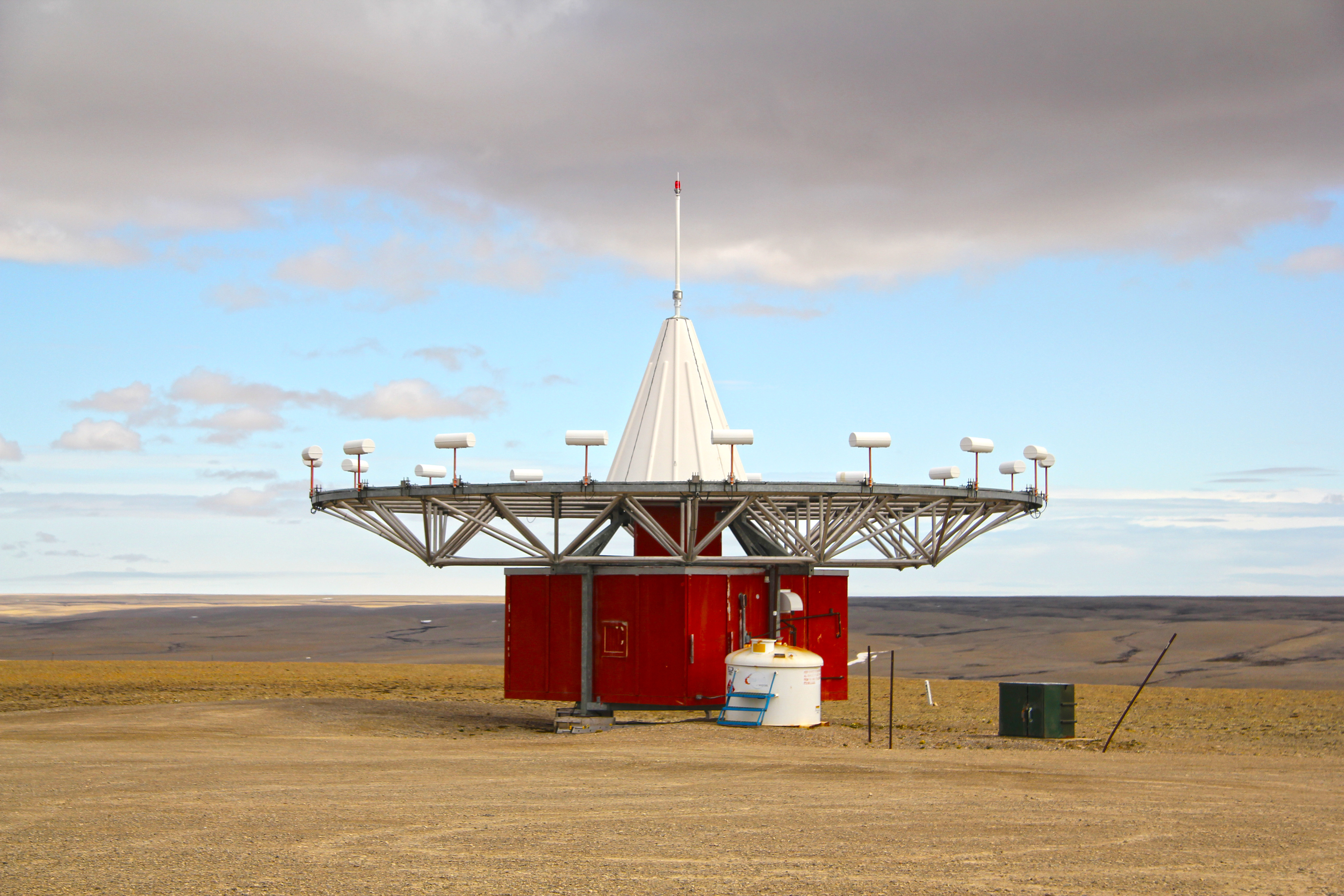
空港の東約1.6km（1マイル）のシグナルヒルの頂上にあるVORステーション
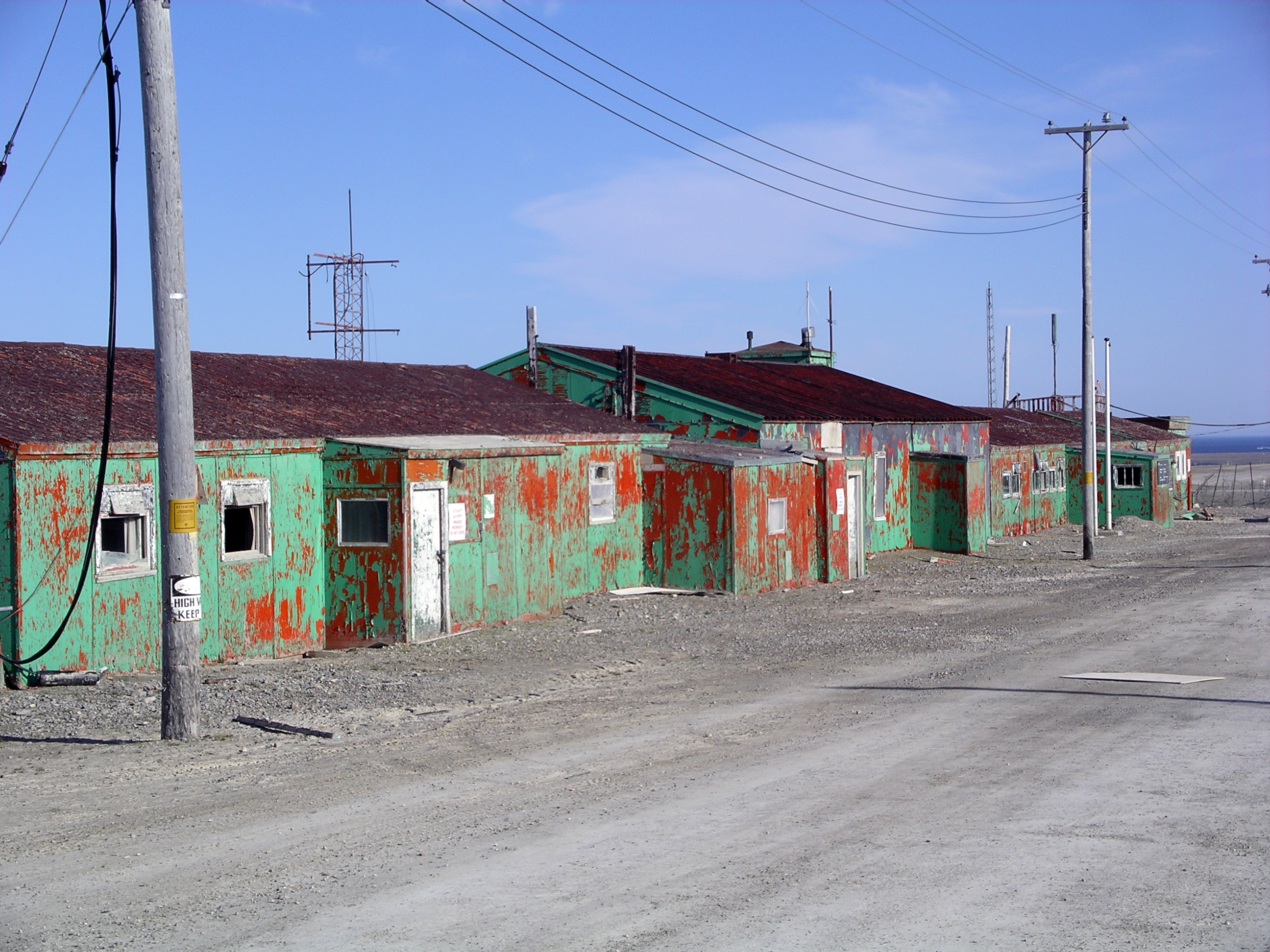
廃墟となった建物
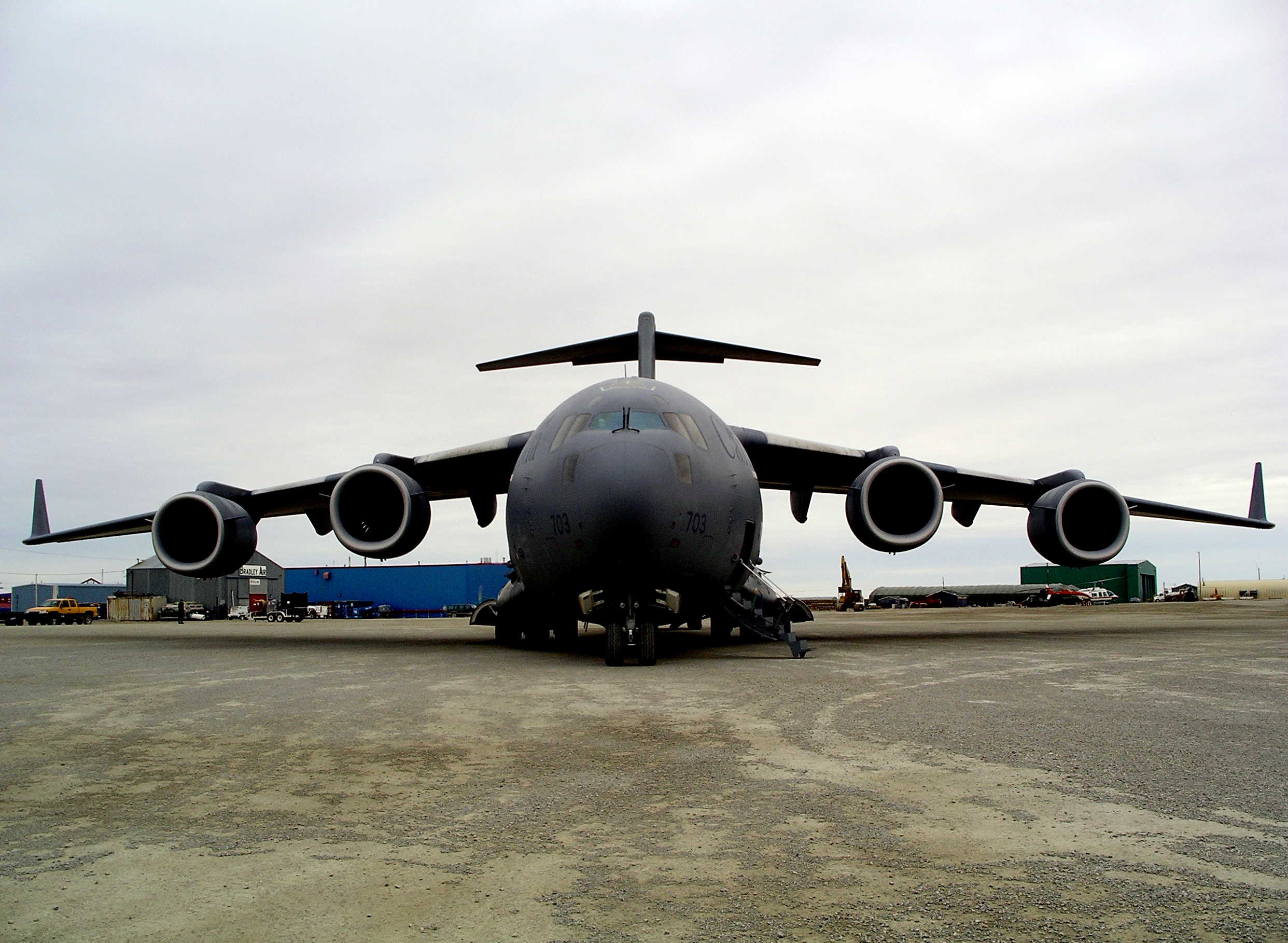
オペレーションの一部